# Krug (Kalifornien)
Krug in Kalifornien ist ein unincorporated Place in den Vereinigten Staaten.
Krug wurde im Jahr 1861 im Napa County von Charles Krug (1825–1892) gegründet.
Charles Krug war ein Winzer aus Trendelburg.
Er gründete die Charles Krug Winery.
Krug liegt nordwestlich von St, Helena. In Krug befindet sich die Endstation der Napa Valley Railroad. Krug ist über den CA 29 / CA 128 Saint Helena Highway / Main Street, den Silverado Trail North und die Deer Park Road an das amerikanische Straßennetz angeschlossen. Der nächstgelegene Internationale Flughafen ist der San Francisco International Airport in San Francisco. Nördlich von Krug befindet sich der Napa River. 
In Krug befindet sich das Culinary Institute of America at Greystone.

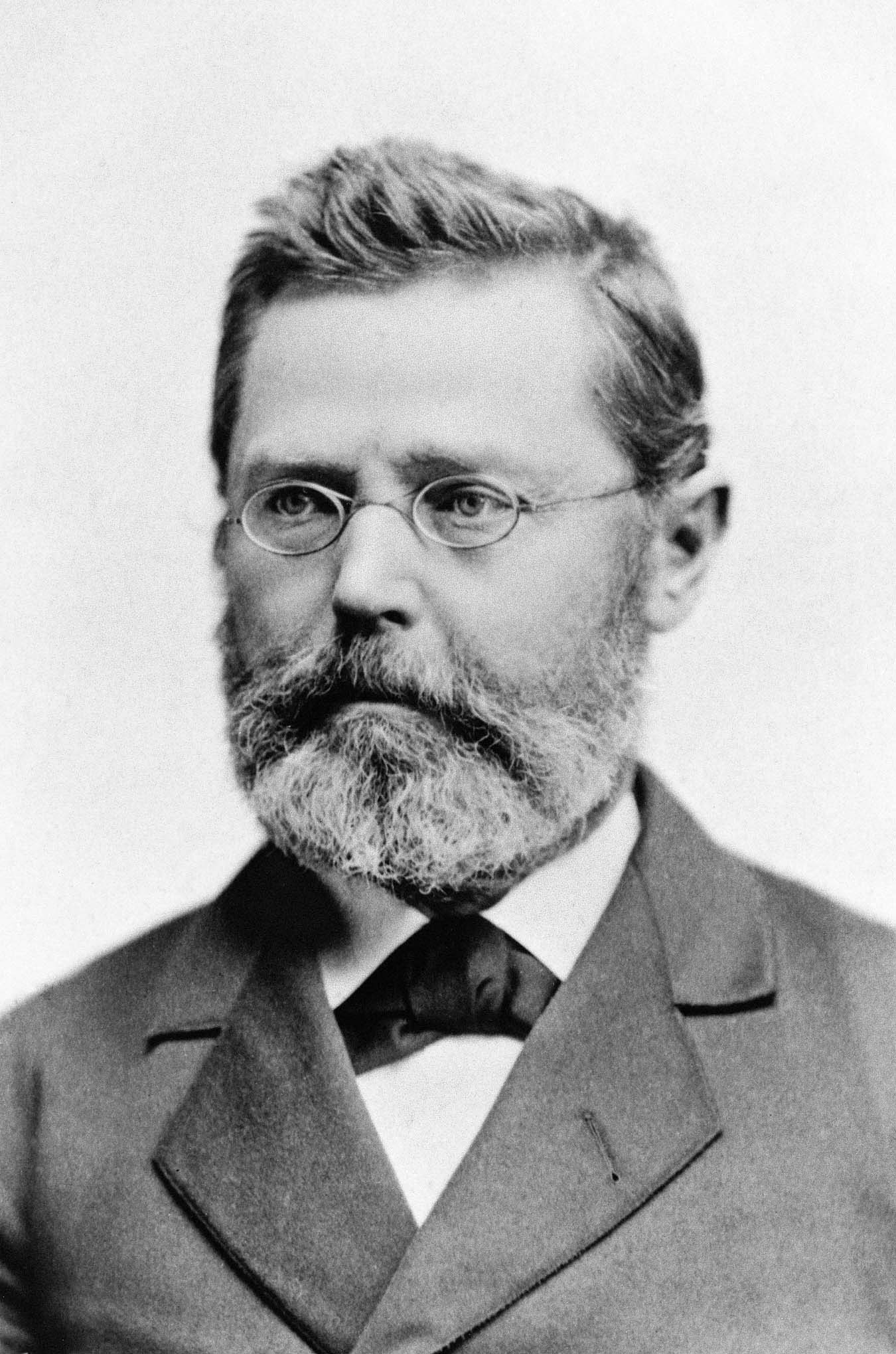
Charles Krug
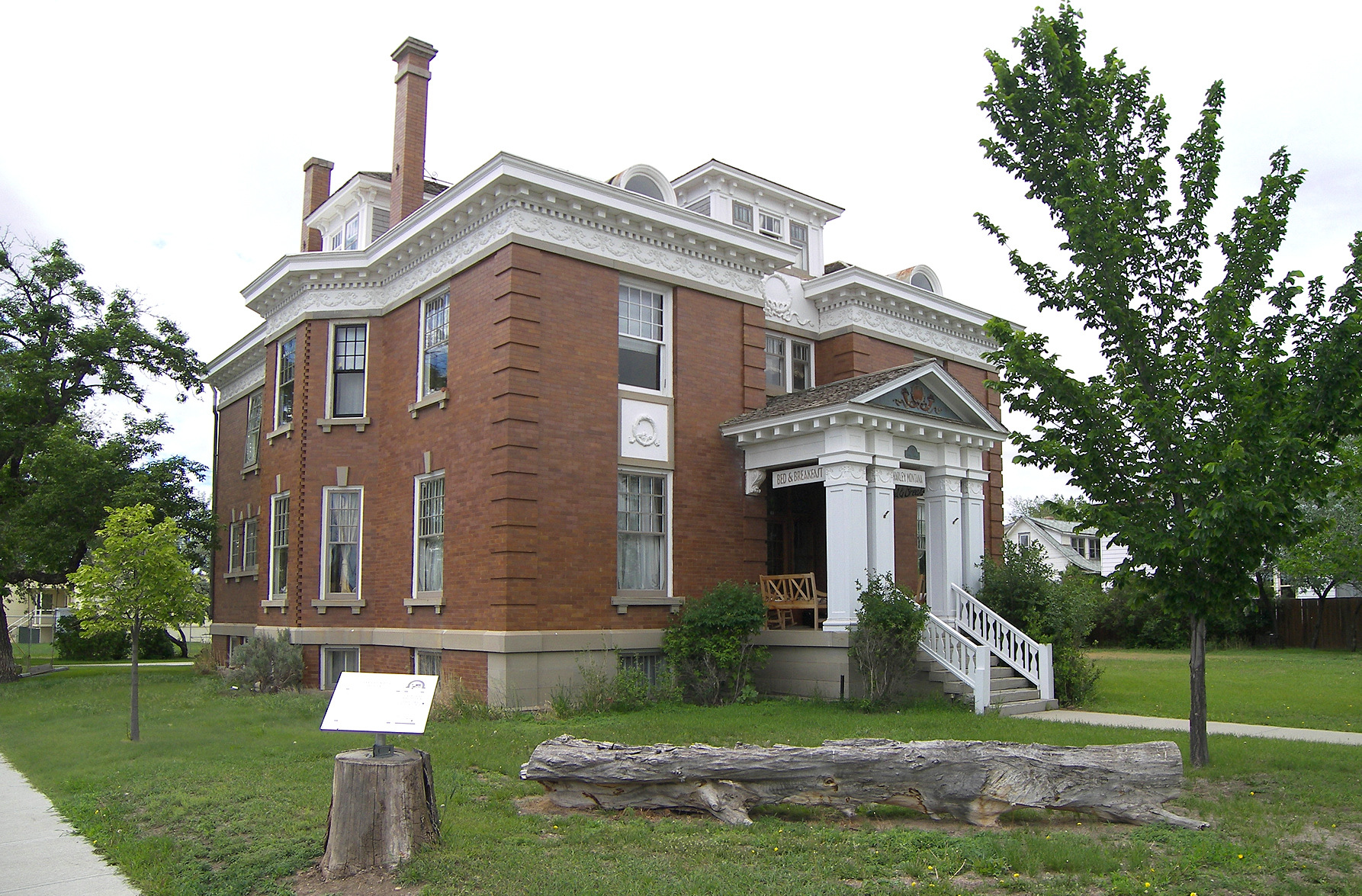
Charles Krug House
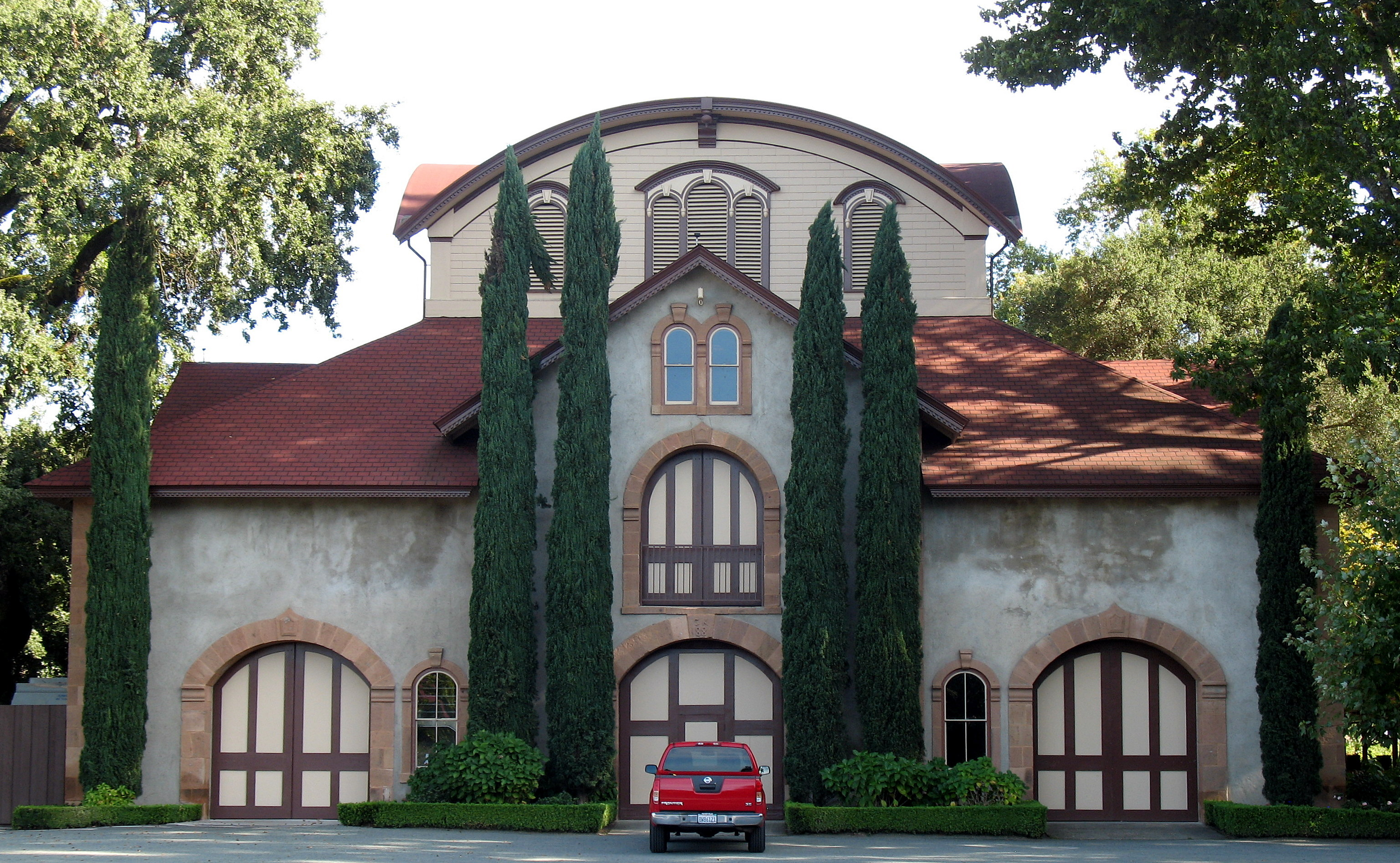
Charles Krug Winery